# Irresponsible Hate Anthem
«Irresponsible Hate Anthem» es la primera canción del álbum de estudio Antichrist Superstar, perteneciente a la banda de metal industrial estadounidense Marilyn Manson. En las notas del trazador de líneas de Antichrist Superstar se afirma que "Irresponsible Hate Anthem" fue grabado en vivo el 14 de febrero de 1997, a pesar de que el álbum fue lanzado el 8 de octubre de 1996 y es una grabación en estudio. Esta canción volvió a tener fama al formar parte de la banda sonora de la película Saw 2, con un tono "Remix" (llamado "Irresponsible Hate Anthem (Venus Head Trap Remix)"). La canción se convirtió en un clásico de la banda, siendo interpretada en la mayoría de sus conciertos y es principalmente recordada por su frase de inicio "Y todos los niños cantan: ¡Odiamos el amor, amamos el odio!".

## Apariciones
- Aparece en el álbum de estudio Antichrist Superstar.
- Aparece en algunas versiones del álbum recopilatorio Lest We Forget (The Best of).

## Versiones
- "Irresponsible Hate Anthem" — Aparece en Antichrist Superstar y Lest We Forget (The Best of).
- "Irresponsible Hate Anthem (Live)" — Aparece en la gira Dead to the World.
- "Irresponsible Hate Anthem (Live)" — Aparece en la gira God Is in the T.V..
- "Irresponsible Hate Anthem (Live)" — Aparece en el álbum en vivo The Last Tour on Earth y en el álbum recopilatorio Lost & Found.
- "Irresponsible Hate Anthem (Live)" — Aparece en el DVD de la gira Guns, God and Government World Tour.
- "Irresponsible Hate Anthem (Venus Head Trap Remix)" — Aparece en la banda sonora de la película Saw II.
- "Irresponsible Hate Anthem (Development)" — Nunca oficialmente lanzado pero puesto en línea por Scott Putesky en 2011.
- "Irresponsible Hate Anthem (Demo) — Aparece en el álbum demo Antichrist Final Songs.

## Curiosidades
- La canción ha sido tocada en cada gira desde Smells Like Children Tour en 1995/1996, un año antes del lanzamiento oficial.
- La canción fue compuesta en 1994, 2 años antes del lanzamiento oficial.